# Das Geheimnis der Feenflügel
Das Geheimnis der Feenflügel (Originaltitel: Secret of the Wings) ist ein computeranimierter Film aus dem Jahr 2012, der von den DisneyToon Studios produziert wurde. Der Film ist die vierte Fortsetzung des 2008 veröffentlichten Filmes Tinker Bell und basiert ebenso wie die vorangegangenen Filme auf den Charakteren des Kinderbuches Peter Pan von J. M. Barrie.
Das Geheimnis der Feenflügel ist das erste Tinkerbell-Abenteuer, das in Deutschland ins Kino kam – auch in 3D. Kinostart war der 15. November 2012. Seit dem 7. März 2013 ist der Film auf DVD und Blu-ray erhältlich.

## Inhalt
Wie jedes Jahr ist Tinker Bell sehr aufgeregt. Die Schneeeulen kommen, um die geflochtenen Körbe abzuholen und in den Winterwald zu bringen. Gern würde Tinkerbell diesen Winterwald erkunden. Als Warmfee ist ihr dies jedoch verboten, weil Wärmefeen sich dort die Flügel brechen können. Doch sie nimmt eine Gelegenheit wahr und überquert heimlich die Grenze, die Sommer- und Winterwald trennt. Dort trifft Tinker Bell Dewey, den Hüter des Feenwissens. Sie lernt auch ein Winterwaldmädchen kennen, dessen Flügel genau so leuchten wie die von Tinkerbell. Als die Mädchen ihre Flügel aneinanderhalten, schimmern sie geheimnisvoll. Dewey zeigt ihnen, dass sie aus demselben Lachen eines Babys geboren wurden, Tinker Bell und die Winterfee Periwinkle sind Schwestern. Der Hüter Dewey versteckt die beiden vor Lord Milori, der befiehlt, Wärmefeen sofort zurückschicken, falls sie in den Winterwald kommen.
Die beiden Schwestern, von Milories Verbot unbeeindruckt, beschließen, dass auch Periwinkle die Möglichkeit bekommen soll, Tinkerbell in ihrer Welt zu besuchen. Hierfür erfindet Tinkerbell eine Maschine, die Schnee herstellen kann. Bei dem Besuch geht jedoch etwas schief und die Maschine versagt, sodass Periwinkle einen Schwächeanfall erleidet und gerade noch rechtzeitig in den Winterwald zurückgebracht werden kann. Lord Milorie, der von Periwinkle's Ausflug erfährt, verbietet den beiden Schwestern sich je wiederzusehen und stößt den Schneemacher in einen Fluss, um ihn zu zerstören. Dieser verfängt sich jedoch an einem Wasserfall und produziert, angetrieben vom Wasserstrom, Unmengen an Schnee, der sich schnell zu einem unkontrollierbaren Tornado verwandelt. Während Königin Clarion und Lord Milori ihren jeweiligen Schützlingen erzählen, wie es überhaupt zu diesem Verbot kam (nämlich als vor langer Zeit sich ein Bewohner des Winterwaldes und eine Fee verliebten, er die Grenze überschritt und sich dabei die Flügel zerbrach – später wird deutlich, dass es sich bei dem Liebespaar tatsächlich um Lord Milori und Königin Clarion handelt), fängt es im Feenwald plötzlich an zu schneien. Die Feen können zwar den Schneemacher zerstören, die Kälte hat jedoch schon begonnen, sich im Tal der Feen auszubreiten und droht den Feenglanzbaum zu zerstören, was dazu führen würde, dass kein Feenglanz mehr erschaffen werden könnte und die Feen damit ihre Fähigkeit zu fliegen für immer verlieren würden. Während die Feen versuchen, sich vor der Kälte in Sicherheit zu bringen, kehrt Tinkerbell erneut in den Winterwald zurück, um die Winterfeen um Hilfe zu bitten.
Letztendlich gelingt es den Winterfeen durch den Einsatz von Frost, den Feenglanzbaum einzuhüllen und ihn vor der Zerstörung zu bewahren. Während die Feen die Rettung feiern, wird klar, dass sich auch Tinkerbell bei ihrem Besuch im Winterwald einen Flügel zerbrochen hat. Dieser kann jedoch letztendlich durch die geheimnisvolle Leuchtkraft der Flügelpaare der beiden Schwestern wieder geheilt werden. Am Ende beschließt Lord Milori, das Besuchsverbot aufzuheben. Die empfindlichen Feenflügel werden in Zukunft bei Besuchen des Winterwaldes durch Frost vor der Kälte geschützt.

## Kritiken
„Der animierte Kinderfilm in 3D bietet turbulente, zauberhafte und anregende Unterhaltung für die ganze Familie. Das Regieduo Roberts Gannaway und Peggy Holmes behandelt dabei unter dem Mantel einer märchenhaften Geschichte von der plötzlichen Vereisung des Warmfeenreichs nicht nur eine Scheidung, sondern auch den Klimawandel auf sensible und konstruktive Weise. Die Lösung schwieriger globaler Probleme in der Verbesserung des menschlichen Miteinanders zu suchen, mag dabei in erwachsenen Augen vielleicht etwas naiv wirken, aber die positive Botschaft kommt hier spürbar von Herzen und passt bestens in die Weihnachtszeit.“

## Synchronisation
| Rolle                    | Englischer Sprecher | Deutscher Sprecher     |
| ------------------------ | ------------------- | ---------------------- |
| Tinker Bell              | Mae Whitman         | Gabrielle Pietermann   |
| Klara (Iridessa)         | Raven-Symoné        | Stephanie Kellner      |
| Emily (Fawn)             | Angela Bartys       | Shandra Schadt         |
| Silberhauch (Silvermist) | Lucy Liu            | Maren Rainer           |
| Rosetta                  | Megan Hilty         | Sabine Bohlmann        |
| Königin Clarion          | Anjelica Huston     | Dagmar Dempe           |
| Periwinkle               | Lucy Hale           | Mandy Capristo         |
| Vidia                    | Pamela Adlon        | Elisabeth von Koch     |
| Bobble                   | Rob Paulsen         | Christian Tramitz      |
| Fee Mary                 | Jane Horrocks       | Katrin Fröhlich        |
| Clank                    | Jeff Bennett        | Mark Kuhn              |
| Gliss                    | Grey DeLisle        | Katharina Schwarzmaier |
| Heilerfee                | Jodi Benson         | Elisabeth Günther      |
| Lord Milori              | Timothy Dalton      | Michael Brennicke      |
| Dewey                    | Jeff Bennett        | Erich Ludwig           |
| Sled                     | Matt Lanter         | Patrick Schröder       |
| Spike                    | Debby Ryan          | Stefanie Heinzmann     |
| Nerd Fairy               |                     | Roman Wolko            |
| Erzählerin               | Loreena McKennitt   |                        |

## Musik
Die Musik des Films wurde komponiert von Joel McNeely und gespielt von der Hollywood Studio Symphony. Am 9. November 2012 wurde eine Soundtrack-CD zum Film veröffentlicht, mit Extras für den PC.